# Shofco
Shofco, acronyme de Shining Hope for Community, est une association humanitaire opérant au Kenya dans le bidonville de Kibera, dans la banlieue de Nairobi.
Shofco est née en février 2006 dans le but de servir comme instrument d’évolution aux jeunes de Kibera, en leur permettant de développer au mieux leurs capacités.

## Structure
La plupart de ses membres sont issus de Kibera même. La structure interne de Shofco assure indépendance, responsabilité collective et fiabilité à travers le comité exécutif, tête des départements, et l’assemblée générale.
Afin de mettre en pratique ses activités, Shofco est également divisé en quatre départements :
- Communication & information
- Sports
- Théâtre
- Hygiène et santé.

Shofco est enregistrée au Kenya au ministère des Affaires, des Sports, de la Culture et des Services sociaux.

## Philosophie
La transformation des individus passe avant tout par une information adéquate, et la création d’une société informée est le premier pas vers le développement humain.